# Donald Izacus Pandjaitan
Donald Izacus Pandjaitan (Desa Lumbantor Silaen, Balige, Noord-Sumatra, 9 juni 1925 - Lubang Buaya, Jakarta, 1 oktober 1965), beter bekend als D.I. Pandjaitan,  was een van de generaals die het slachtoffer waren van het bloedbad dat tijdens de Kudeta werd aangericht door de 30-Septemberbeweging (G30S). Postuum werd hij bevorderd tot generaal-majoor van het Indonesisch Nationaal Leger (TNI).

## Onderwijsperiode
Hij begon zijn basisschoolopleiding aan HIS (Hollandsch Inlandse School) HKBP Zending Balige, en vervolgde zijn opleiding vervolgens op de MULO Narumonda in 1939, Tarutung. Tijdens zijn opleiding daar studeerde hij Engels, Nederlands en Duits. Toen hij zijn opleiding aan de MULO voltooide, kwam Nederlands-Indië onder Japanse bezetting.

## Militaire activiteiten en onderwijs
Bij het betreden van het leger moet hij de militaire training van Giyugun volgen. Na de training vertrok hij naar Riau en werd lid van Giyugun totdat Indonesië zich onafhankelijk verklaarde. Toen Indonesië onafhankelijk werd, vormden hij en andere jonge mannen het Volks Veiligheidsleger (Indonesisch:Tentara Keamanan Rakyat (TKR)), dat later de TNI werd. Bij TKR werd hij eerst aangesteld als bataljonscommandant, daarna werd hij commandant van de IX / Banteng Educatie Divisie in Bukit Tinggi in 1948. Daarna werd hij stafchef IV, commandant van het Sumatraanse leger.
Toen Nederland de Tweede Politionele Actie uitvoerde, werd hij aangesteld als leider van de Republiek Indonesië Emergency Struggle Supplies (Indonesisch: Pemimpin Perbekalan Perjuangan Pemerintah Darurat Republik Indonesia) door Mohammad Hatta.
Na het einde van de Tweede Politionele Actie kreeg Indonesië op 27 december 1949 erkenning van de soevereiniteit van Koningin Juliana uit Nederland. Panjaitan werd later benoemd tot chef van de leger- en territoriale operatiestaf (T&T) I Bukit Barisan in Medan. Vervolgens verhuisde hij opnieuw naar Palembang om stafchef van T&T II / Sriwijaya te worden.
Na het volgen van de cursus militair attaché (Milat) in 1956, werd hij benoemd tot militair attaché van de Republiek Indonesië in Bonn, West-Duitsland. Toen zijn militaire dienst eindigde, keerde hij terug naar Indonesië. In 1963 werd hij gepromoveerd tot brigadegeneraal en vertrok hij samen met Achmad Yani naar de Verenigde Staten om te studeren aan het Command and General Staff College in Kansas. Ten tijde van zijn rang als brigadegeneraal werd hij benoemd tot assistent-IV van de minister / commandant van het leger. Deze functie was de laatste die hij bekleedde voordat hij werd vermoord

## Ten tijde van de G30S
In de vroege uren van 1 oktober 1965 verlieten leden van de raad van de Dertig Septemberbeweging Lubang Buaya richting de grens met Jakarta. Ze sprongen over het hek van Pandjaitans huis aan Hasanuddinstraat, Kebayoran Baru, Zuid-Jakarta. Toen schoten ze een van de bedienden die op de begane grond van het huis met twee verdiepingen sliep dood, en riepen Panjaitan naar beneden. Albert Naiborhu en Viktor Naiborhu, neefjes van D.I. Pandjaitan, werden per ongeluk neergeschoten en ernstig gewond. Op dat moment was D.I. Panjaitan in volledig uniform in de kamer met Catherine Pandjaitan en zijn vrouw Marieke.  Marieke zei dat D.I. Panjaitan meeging met het Tjakrabirawa-regiment (de legereenheid van bodyguards van de president), en president Soekarno zou ontmoeten. Maar Pandjaitan was achterdochtig en werd gedwongen de trap af te gaan.
Pandjaitan gehoorzaamde de Tjakrabirawa en kwam al biddend de trap af. Pandjaitan werd neergeschoten terwijl hij bad, en hij viel en stierf in de garage. Pandjaitan's lichaam werd vervolgens naar Lubang Buaya gebracht en in een oude put gedropt, waar de lichamen van zijn collega's zich ook bevonden. Op 4 oktober 1965 werd de lichamen ontdekt, en allen kregen een staatsbegrafenis onder leiding van generaal Abdul Harris Nasution.
Donald Izacus Pandjaitan werd postuum bevorderd tot generaal-majoor. President Soeharto benoemde Pandjaitan en zijn overleden collega's tot Held van de Revolutie (Pahlawan Revolusi) en hem in 1965 ook tot Nationale held van Indonesië.
Door het regime van Soeharto werd de 30-Septemberbeweging gezien als onderdeel van de Communistische Partij van Indonesië (PKI). Dit leidde tot de Indonesische massamoord van 1965-66.
- International Standard Name Identifier: 0000 0000 3471 3990
- Library of Congress Control Number: n82002157
- Nederlandse Thesaurus van Auteursnamen: 068920733
- Système universitaire de documentation: 09517804X
- Virtual International Authority File: 6267862
- WorldCat: E39PBJmDgpVkg8cTvmmQDgfQbd